# Hazel Dell (Washington)
Pour les articles homonymes, voir Hazel Dell.
Hazel Dell  est une census-designated place américaine de l'État de Washington dans le comté de Clark. 
La population était de 19 435 habitants en 2010.